# Fontana del Moro
La fontana del Moro è una delle tre fontane monumentali di piazza Navona, a Roma. Fu realizzata arricchendo una vasca polilobata di Giacomo della Porta del 1575-76, sulla base di un progetto di Gian Lorenzo Bernini, realizzato fra il 1574-1653 da Giovanni Antonio Mari e finanziato da Olimpia Maidalchini.

## Storia

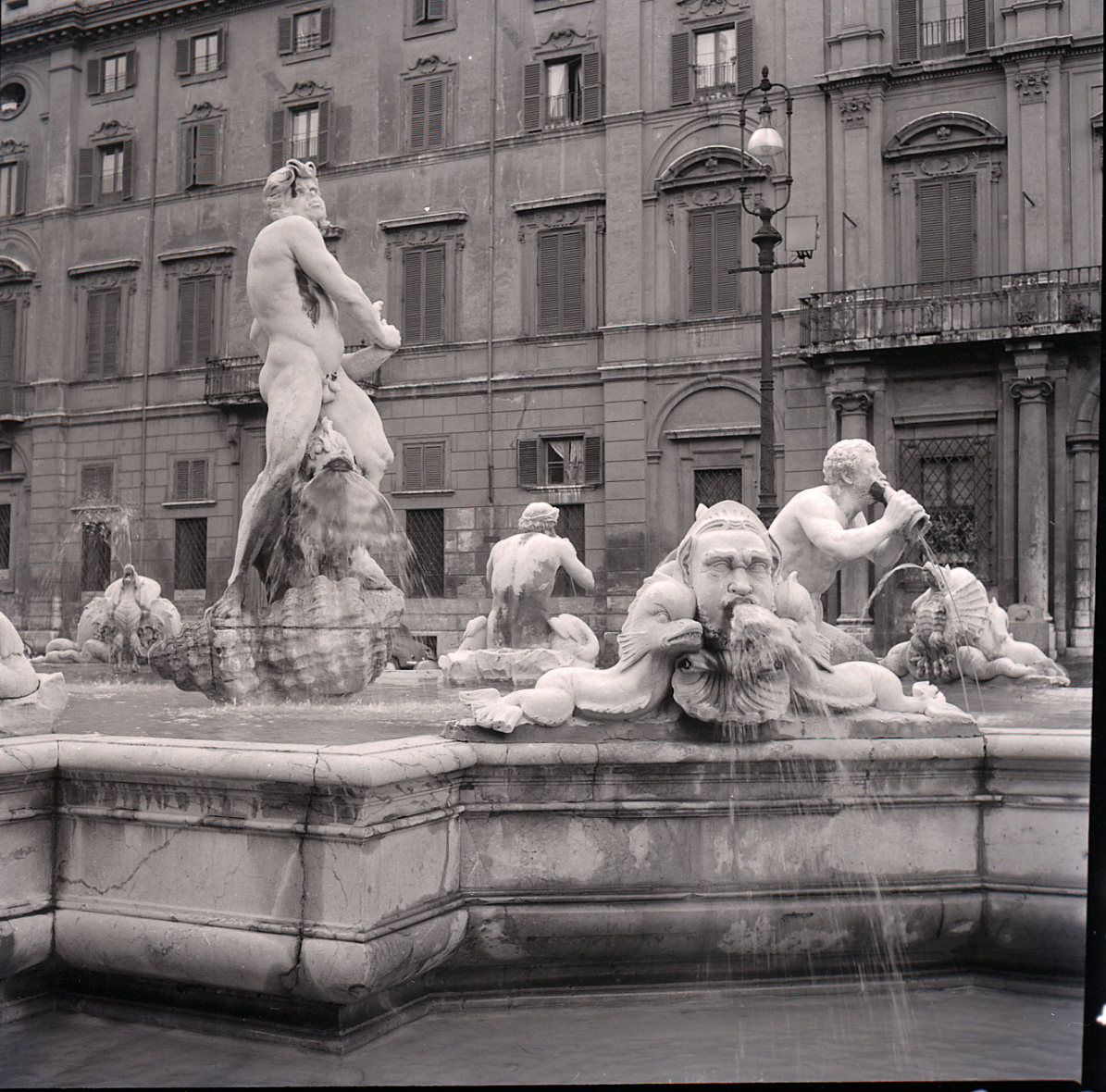
La fontana del Moro fotografata da Paolo Monti nel 1960

Subito dopo il restauro dell'acquedotto dell’Aqua Virgo, terminato nel 1570, furono iniziati i lavori per una ramificazione sotterranea secondaria del condotto, in modo da raggiungere l'area dell'antico Campo Marzio, tra le zone più popolose di Roma, e venne di conseguenza progettata anche l'edificazione di un certo numero di fontane. Tra le prime furono commissionate da papa Gregorio XIII, nel 1574, a Giacomo Della Porta, le due poste alle estremità di piazza Navona, di cui la fontana del Moro è quella che si trova sul lato meridionale dello slargo.
Il progetto del Della Porta prevedeva una vasca marmorea a pianta mistilinea poggiata su due gradini, che poco dopo venne circoscritta da una cancellata. Stesso progetto e stessi interventi anche per l'altra fontana della piazza, quella poi chiamata «del Nettuno», all'estremità settentrionale. Per la decorazione vennero usati i quattro tritoni che due anni prima erano stati realizzati (e non utilizzati) per la fontana di piazza del Popolo, insieme a gruppi rappresentanti un mascherone tra due delfini.
In occasione della realizzazione, al centro della piazza, della fontana dei Quattro Fiumi, nel 1651 papa Innocenzo X affidò a Bernini anche l'ampliamento della fontana meridionale, con la rimozione dei gradini e della cancellata e la costruzione di una vasca esterna più ampia, della stessa forma di quella interna. L'ampliamento e il successivo abbellimento non riguardò, sulle prime, anche l'altra fontana, perché proprio nella parte meridionale di piazza Navona era da poco stato edificato il palazzo Pamphilj, di proprietà della famiglia del papa (dove abitava la cognata e "favorita" dello stesso pontefice, Donna Olimpia Maidalchini), quindi l'altro lato della piazza rivestiva minor interesse.
La grossa conchiglia con tre delfini, con cui Bernini ornò la fontana, non piacque al papa, che l'anno successivo trasferì l'intero gruppo in una villa sul Gianicolo. Un successivo tentativo incontrò finalmente il favore di Innocenzo X: un personaggio marino-umano dalle dimensioni possenti che, ergendosi su una grossa conchiglia, trattiene per la coda e strangola con le gambe un delfino, che si dimena invano. L'acqua sgorga dalla bocca del pesce, come risultato dello strangolamento: Bernini, infatti, nelle sue fontane tentava sempre di fornire una giustificazione logica della fuoriuscita dell'acqua, donandole al contempo un carattere spettacolare. I tratti somatici della figura richiamano vagamente le caratteristiche di un uomo di colore: fu per questo motivo che la statua venne detta dapprima «dell'Etiope» e poi «del Moro», nome che venne esteso infine a tutta la fontana.
Secondo una versione tradizionale, per il volto del «Moro» Bernini si sarebbe ispirato alla statua di Pasquino (i cui tratti erano però anche allora alquanto rovinati), e questa circostanza potrebbe giustificare una sorta di dispetto fatto al papa, dato che le statue parlanti, e Pasquino in particolare, al cui collo mani ignote appendevano versetti satirici e feroci critiche alla classe dirigente, erano all'epoca una grossa preoccupazione per i nobili e il clero in generale. La scultura del «Moro» (un Etiope in lotta con un delfino) fu anche opera dello scultore Giovanni Antonio Mari di Roma, su bozzetto del Bernini.
Nel 1874, contemporaneamente alla realizzazione definitiva della fontana settentrionale di piazza Navona, tutti i gruppi scultorei della fontana del Moro vennero rimossi e trasferiti e sostituiti da copie di Luigi Amici. Solo in tempi recenti si è proceduto al loro restauro, ma gli originali sono stati utilizzati per altre fontane; i tritoni, in particolare, si trovano nella fontana del laghetto di Villa Borghese.